# Vsjo ostajotsja ljudjam
Vsjo ostajotsja ljudjam (russisk: Всё остаётся людям) er en sovjetisk spillefilm fra 1963 af Georgij Natanson.

## Medvirkende
- Nikolaj Tjerkasov som Fjodor Dronov
- Sofia Piljavskaja som Natalja
- Andrej Popov som Seraphim
- Jelina Bystritskaja som Ksenija Rumjantseva
- Igor Ozerov som Aleksej Vjazmin